# Nelson Vivas
Nelson Davíd Vivas (Granadero Baigorria, 1969. október 18. –) korábbi argentin válogatott labdarúgó.
Az argentin válogatott tagjaként részt vett az 1995-ös, az 1999-es Copa Américán, az 1998-as világbajnokságon és az 1995-ös konföderációs kupán.